# Unterseeboot 548
L'Unterseeboot 548 (ou U-548) est un sous-marin allemand utilisé par la Kriegsmarine pendant la Seconde Guerre mondiale.

## Historique
Après son temps d'entraînement à Stettin dans la 4. Unterseebootsflottille jusqu'au 31 mars 1944, l'U-548 est affecté à une unité de combat à la base sous-marine de Lorient dans la 2. Unterseebootsflottille. Face à l'avancée des forces alliées en France, pour éviter la capture, il rejoint la 33. Unterseebootsflottille à Flensbourg le 1er octobre 1944.
Le 3 mai 1944, un incident survient alors que l'U-548 est détecté par le projecteur d'un avion Consolidated B-24 Liberator. L'U-Boot est alors en chasse de nuit à Conception Bay à Terre-Neuve. L'U-548 fait feu sur les avions. Ces derniers supposent, à tort, que le destroyer d'escorte prennent leur relais et cessent l'attaque. Le sous-marin s'échappe.
Le 6 mai 1944, après avoir coulé la frégate canadienne Valleyfield, les autres navires d'escorte chassent l'U-Boot sans succès.
L'U-548 est coulé le 19 avril 1945 dans l'Atlantique, au sud-est d'Halifax au Canada à la position géographique de 42° 19′ N, 61° 45′ O par des charges de profondeur lancées par des destroyers américains USS Reuben James et USS Buckley.

Les 58 membres de l'équipage meurent dans cette attaque.
En janvier 1990, l'historien Axel Niestlé révise ce naufrage qui concerne en fait l'U-879 ; il corrige la date du naufrage au 30 avril 1945 à l'est du Cap Hatteras à la position géographique de 36° 34′ N, 74° 00′ O par des charges de profondeurs lancées du patrouilleur américain USS Natchez et par des destroyers d'escorte américain USS Coffman, USS Bostwick et USS Thomas.

## Affectations successives
- 4. Unterseebootsflottille du 30 juin 1943 au 31 mars 1944
- 2. Unterseebootsflottille du 1er avril 1944 au 30 septembre 1944
- 33. Unterseebootsflottille du 1er octobre 1944 au 19 avril 1945

## Commandement
- Oberleutnant, puis Kapitänleutnant Eberhard Zimmermann du 30 juin 1943 au 8 février 1945
- Kapitänleutnant Günther Pfeffer d'août 1944 à novembre 1944
- Oberleutnant Erich Krempl du 9 février 1945 au 19 avril 1945

## Navires coulés
L'U-548 a coulé un navire de guerre de 1 445 tonnes au cours de ses 4 patrouilles.

## Sources
- U-548 sur Uboat.net